# Waylon at JD’s
Waylon at JD’s — дебютный студийный альбом американского кантри-певца Вэйлона Дженнингса, выпущенный в декабре 1964 года на лейбле Sound Limited.

## Обзор
Waylon at JD’s полностью состоит из кавер-версий чужих песен, причём на трёх из них: «Money (That’s What I Want)», «Lorena» и «Abilene» вокальную партию исполняют Джерри Гропп и Пол Фостер. Песни «It’s So Easy» Бадди Холли и «White Lightning» Биг Боппера являются данью памяти этим музыкантам, разбившимся 3 февраля 1959 года во время перелёта чартерным рейсом из Айовы в Северную Дакоту. Дженнингс также должен был лететь на самолёте, но отдал своё место Биг Бопперу, подхватившему грипп и для которого предстоящая поездка на автобусе была бы тяжким испытанием из-за его веса. Перед прощанием, Холли в шутку сказал Дженнингсу «Надеюсь твой старый автобус обледенеет!», на что тот ответил «Отлично, надеюсь ваш старый самолёт разобьётся!»  Помимо Холли и Боппера, на самолёте летели Ричи Валенс и пилот Роджер Питерсон. Никто на борту не выжил, а Дженнингс всю оставшуюся жизнь испытывал большое угрызение совести за то, что не был рядом с друзьями и за обмен неудачными шутками. Впоследствии эта трагедия получила название «День, когда умерла музыка».
В 1962 году, ещё до записи альбома, песня «White Lightning» с «Sally Was a Good Old Girl» на обратной стороне вышла синглом.
Изначально альбом продавался лишь в ночном клубе Джима «Джей Ди» Масила, который выступил в качестве сопродюсера. Так как первая партия альбома разошлась очень быстро, было решено выпустить ещё, разошедшуюся также хорошо.
В 1969 году, Decca Records (сейчас часть Universal Music Group) выкупила у Масила права на альбом и переиздала в том же году сокращённую версию под названием Waylon Jennings на своём дочернем лейбле Vocalion.
Песни с этого альбома множество раз издавались на низкобюджетных неофициальных CD. На данный момент песни с него официально выходили только на трёх сборниках: Clovis to Phoenix (Zu-Zazz/Bear Family) 1995 года, The Journey: Destiny’s Child (Bear Family) 1999 года и Phase One: The Early Years 1959—1964 (Hip-O/Universal) 2002 года.
В некоторых источниках альбом ошибочно обозначен как концертный, на самом деле он записан на студии Arizona Recorders, расположенной в Финиксе, штат Аризона. Концертный альбом того периода был издан в 2000 году на лейбле Bear Family под названием Restless Kid: Live at JD’s.

## Список композиций
1. «Crying» (Рой Орбисон, Джо Мельсон) — 2:38
2. «Sally Was a Good Old Girl» (Харлан Ховард) — 2:28
3. «Burning Memories» (Мел Тиллис, Уэйн Уокер) — 2:20
4. «Big Mamou» (Линк Дэвис) — 2:26
5. «Money (That’s What I Want)» (Джени Брэдфорд, Берри Горди) (вокал: Джерард «Джерри» Гропп) — 2:17
6. «Don’t Think Twice, It’s All Right» (Боб Дилан) — 2:39
7. «Dream Baby» (Синди Уокер) — 2:20
8. «It’s So Easy» (Бадди Холли, Норман Петти) — 1:29
9. «Lorena» (Чарли Уильямс) (вокал: Пол Фостер) — 2:18
10. «Love’s Gonna Live Here» (Бак Оуэнс) — 1:54
11. «Abilene» (Лес Браун, Боб Гибсон, Джон Лаудермилк) (вокал: Фостер и Гропп) — 1:52
12. «White Lightning» (Джей Пи Ричардсон) — 2:17